# Municipio de Fletcher (condado de Lonoke)
El municipio de Fletcher (en inglés: Fletcher Township) es un municipio ubicado en el condado de Lonoke en el estado estadounidense de Arkansas. En el año 2010 tenía una población de 200 habitantes y una densidad poblacional de 3,73 personas por km².

## Geografía
El municipio de Fletcher se encuentra ubicado en las coordenadas 34°37′7″N 91°48′4″O / 34.61861, -91.80111. Según la Oficina del Censo de los Estados Unidos, el municipio tiene una superficie total de 53.57 km², de la cual 49,09 km² corresponden a tierra firme y (8,36 %) 4,48 km² es agua.

## Demografía
Según el censo de 2010, había 200 personas residiendo en el municipio de Fletcher. La densidad de población era de 3,73 hab./km². De los 200 habitantes, el municipio de Fletcher estaba compuesto por el 65 % blancos, el 33 % eran afroamericanos, el 1,5 % eran de otras razas y el 0,5 % eran de una mezcla de razas. Del total de la población el 2 % eran hispanos o latinos de cualquier raza.